# De laude Pampilone
De Laude Pampilone, o De Laude Pampilone Epistola (en català: Elogi de Pamplona), són dos documents conjunts i intercalats en el Còdex de Roda, un manuscrit d'abans del 992 que enclou també les Genealogies de Roda i la Història d'Orosio entre altres textos. Ocupen un foli (190 recte i vers) de l'esmentat còdex conservat a la Biblioteca de la Reial Acadèmia de la Història (còd. 78), i el seu nom respon a l'encapçalament en lletres capitals: De Laude Pampilone Epistola.
Es tracta d'una lloa de Pamplona/Iruña, de mitjan segle VI, precedida per una carta de l'emperador Honori dirigida a la guarnició de Pamplona de la primeria del s. V. Aquesta lloança és un testimoniatge que descriu succintament la ciutat de Pamplona (Navarra) durant l'època del Regnat visigot de la península Ibèrica, com una ciutat cristiana, i el seu territori.

## Context històric: carta d'Honori
Per l'obra d'Orosi sabem que a la nit del 31 de desembre de l'any 406 els sueus, vàndals i alans travessaren el Rin, s'escamparen per la Gàl·lia i, després d'atropellar els francs, d'una sola empenta arribaren fins als Pirineus. La prefectura de les Gàl·lies s'havia traslladat poc abans (401-402) a Arle (Occitània actual), i això prova que s'havia renunciat a defensar el nord. Tot el territori estava desprotegit i fou terriblement saquejat. Estilicó, retingut a Itàlia per Alaric I i Radagais, res va poder o voler fer per a evitar-ho. Només Tolosa va resistir-hi gràcies a la decisió i prudència del seu bisbe Exuperi. Un pretendent a l'imperi, Flavi Claudi Constantí, que s'havia alçat a les Illes Britàniques, desembarcà a les Gàl·lies i, unit amb els francs i alamans, va lluitar i fins i tot va véncer els bàrbars a la Gàl·lia meridional. Però aquesta unió il·lusòria de romans i francs fou, en el sentir d'Orosi, més perjudicial que beneficiosa per als interessos de l'imperi.
La barrera dels Pirineus fou defensada durant prop de tres anys per “dos joves germans, nobles i rics, Dídim i Verinià", que no sols van rebutjar el govern de Constantí, sinó que es prepararen per a impedir el pas dels bàrbars. Tots dos germans reclutaren tropes entre els seus serfs i patrocinats i les van assentar als passos de la muntanya. Constantino va enviar contra ells al seu fill Constant, antic monjo, al capdavant de tropes franques i alamanas federades. Des de llavors, hi ha un seguit de desgràcies: moren els germans Dídim i Verinià, s'autoritza que les tropes auxiliars saquegen la Tierra de Campos com a pagament a la seua ajuda, se'ls encomana la vigilància dels passos pirinencs i se n'expulsa la fidel i eficaç guarnició de les gents del país.  Aquestes tropes auxiliars acaben per obrir les portes de la península als bàrbars que des de l'any 407 vagaven per la Gàl·lia meridional. La invasió ocorre el 20 de setembre o el 13 d'octubre de l'any 409, segons Hidaci. Després de travessar els Pirineus navarresos, es dispersen aviat per tota la península occidental.
A aquesta defensa dels Pirineus, dels anys 407-409, es deu referir l'epístola d'Honori publicada per primera vegada el 1945. Una missiva dirigida a les milícies de Pamplona duta des de Roma pel patrici Sabinià, segons n'expressa la retolació. S'hi comunica l'oferta de l'emperador d'ascensos sense citar expressament Pamplona.

## Autoria de la lloança de Pamplona/Iruña
El text degué ser escrit per un clergue, i té reminiscències bíbliques; la datació de la redacció originària encara es debet. Per al professor Ángel Martín Duque hi hauria hagut «una participació directa o indirecta del bisbe Sisebut en la preparació del còdex». Apunta al fet que els detalls d'incloure un obituari de prelats de Pamplona del segle x i de la presa de possessió de la seu de Sisebut el 988 serien arguments que explicarien aquesta participació.

## El gènere laudatori
Desenvolupat en la Baixa edat mitjana, aquesta mena de creacions prové de l'antiguitat clàssica i el seu ús fou molt estés, com ara els elogis de Castella (Poema de Fernán González, de València en Francesc Eiximenis, del Casal Català en Ramon Muntaner o del Regne d'Aragó en Fabricio Vagad, entre molts altres.
El laude, en un exercici de significació simbòlica lluny d'una descripció realista, enalteix les arrels romanocristianes de Pamplona-Iruña, a la qual arriba a comparar amb Roma. És un elogi semblant a altres d'Europa occidental en la mateixa època i emprat per a reafirmar la identitat d'una naixent monarquia pamplonesa.

## El text
| Text llatí | Text llatí |
| --- | --- |
| Hic locus prouidus factus a Deo, ab homine inuentus, a Deu electus ubi quod anni dies puteis ad inuentus. Ut singulis uicibus ad auriendum prestus sit ut nullus ab alio necessitate conpulsus auriad aquas, quia omnes proprii diferri inundant laces. Quuius mororum turres in latitudine LXIII pedum sita. In altum LXXXIII pedum sorgit inmensis. Circuitu urbis mille ambitus dextris. Turrium situ numero LXVII. Quam Dominus pro sua misericordia innumerauilium martirum reliquiarum condidit artem. Quorum orationibus inter inimicas et barbaras gentes custoditur inlesam, ex quibus uigiles per multos martyrum titulos refulget lumen angelicum et antiquitus sicut per alegoriam dicitur. Si homines silebant ad uigilia martirum lapides proclamabant ad uigiles exitandas. | His locus semper uictor et pompa uirtutum. Pampilona presidium uonis, tribus angulis quoartata, ter preposita portis quattuor posticis sita, portui uicina: Greco eloquio, Pampilona, latine porta omnium dicitur. Silo flores arborum amnis orientalis flaxuoso retractos occiduo cum proximus uicinos cum plana et simplex suburbia. Deseruiat ereticis contraria resistat baceis. Huic perpetim deuet amari ut nullus ab inpugnante sentiat mali. Quamuis oppulenta Roma prestita sit romanis, Pampilona non destitit prestare suis. Nam cum mirauilis magnaque regio fructifera aliorum regionum hic rastris effosa terra quas ab amna reducunt. Montes in circuitu eius et Dominus in circuitu populi sui ex hoc nunc et usque in seculum. Amen. |
| Traducció seguint la de Muruzábal Aguirre | Traducció seguint la de Martín Duque |
| Aquest lloc propici, creat per Déu i trobat per l'ésser humà, l'ha assenyalat Déu perquè considereu tots els dies de l'any el valor de la troballa. Que s'encamine en cada moment cap a la riquesa, que en cap cas sia empentat de l'abundància a la misèria, per cap desgràcia, perquè els béns propis cobrisquen totes les escassetats. S'alça majestuós aquest lloc amb muralles de torres de 63 peus d'ample i 84 peus d'alçada: i el perímetre de la ciutat arriba a les mil destres. El nombre de torres és de 67. A aquesta ciutat Déu, per la seua misericòrdia, va concedir el tresor de les relíquies d'innombrables màrtirs, i amb les seues oracions es conserva salva entre gents hostils i bàrbares, i amb cures pels molts mèrits dels màrtirs, llueix la llum dels àngels segons es diu al·legòricament des d'antic. Si les persones callassen per a oblit dels màrtirs, les pedres proclamarien el seu record. Aquest lloc és sempre vencedor i ornat de virtuts. Pamplona, residència dels justos, la delimiten tres angles; té tres portes i 4 porticons. Val de refugi. Es diu en grec Pamplona, en llatí "Porta de tots". Omet les flors dels arbres: un riu serpentejant des de l'Orient s'allunya vers l'Occident, ja entre les aldees properes, ja pels voltants plans i solitaris. Aparta't dels heretges: resisteix, contrària, als bascos. Perpètuament se l'ha d'amar perquè ningú se'n tinga per enemic. Com l'opulenta Roma ha sigut salvaguarda dels romans, Pamplona no ha deixat d'estar alçada per als seus. Aquesta meravellosa i gran regió és fructífera entre altres regions, perquè ací, amb el treball de rastrells i amb canals, es duen les aigües des dels rius a terra oberta. Com les muntanyes envolten la ciutat, Déu protegeix el poble, ara i per sempre. | Aquest lloc providencial fet per Déu, trobat per l'ésser humà, triat per Déu, on hi ha tants pous com els dies de l'any. Perquè en totes les ocasions es puga saciar i qualsevol, urgit per la necessitat, se satisfaça d'aigua. S'alça immens amb les seues torres d'un gruix de 63 peus, una altura de 84, un recinte urbà amb mil “destres” de perímetre, amb el nombre precís de 67 torres. El Senyor, per la seua misericòrdia, la fundà como un baluard de relíquies d'innúmers màrtirs, que amb les seues oracions la guarda il·lesa entre gents bàrbares i enemigues, i d'aquestes, pels efluvis tutelars dels màrtirs, refulgeix una llum angelical, com des d'antic es diu per al·legoria: “Si les persones callaren en la guàrdia, els sepulcres dels màrtirs clamarien per a reanimar les sentinelles”. Aquest lloc sempre victoriós i reblert de virtuts, Pamplona, baluard dels bons, emmarcada per tres angles, disposada tres vegades per portes, centrada per quatre rutes, propera a un gorg de muntanya, Pamplona en llengua grega, s'interpreta en llatí com porta de tots. Silencie les flors dels arbres del riu que des d'orient té cenyides suaument vers occident el veïnat proper, un suburbi pla i plaent. S'enfronta als heretges, s'alça contra els “baceus”. Se l'ha d'amar perpètuament perquè ningú no es planya per qui la combat. La força que l'opulenta Roma haja comunicat als romans no deixa d'infondre-la Pamplona als seus. I tot sent gran i admirable regió, fecundadora d'altres regions, aquesta terra és soscavada de llits del riu. Té muntanyes al voltant i el Senyor és amb el se poble pels segles dels segles, amén. |

Segons Muruzábal, aquest document està escrit en un llatí desastrós, i això en dificulta la interpretació.
Hi ha discrepàncies en la data de la redacció del document i en la interpretació de la paraula vaceis emprada com a enemics de Pamplona.

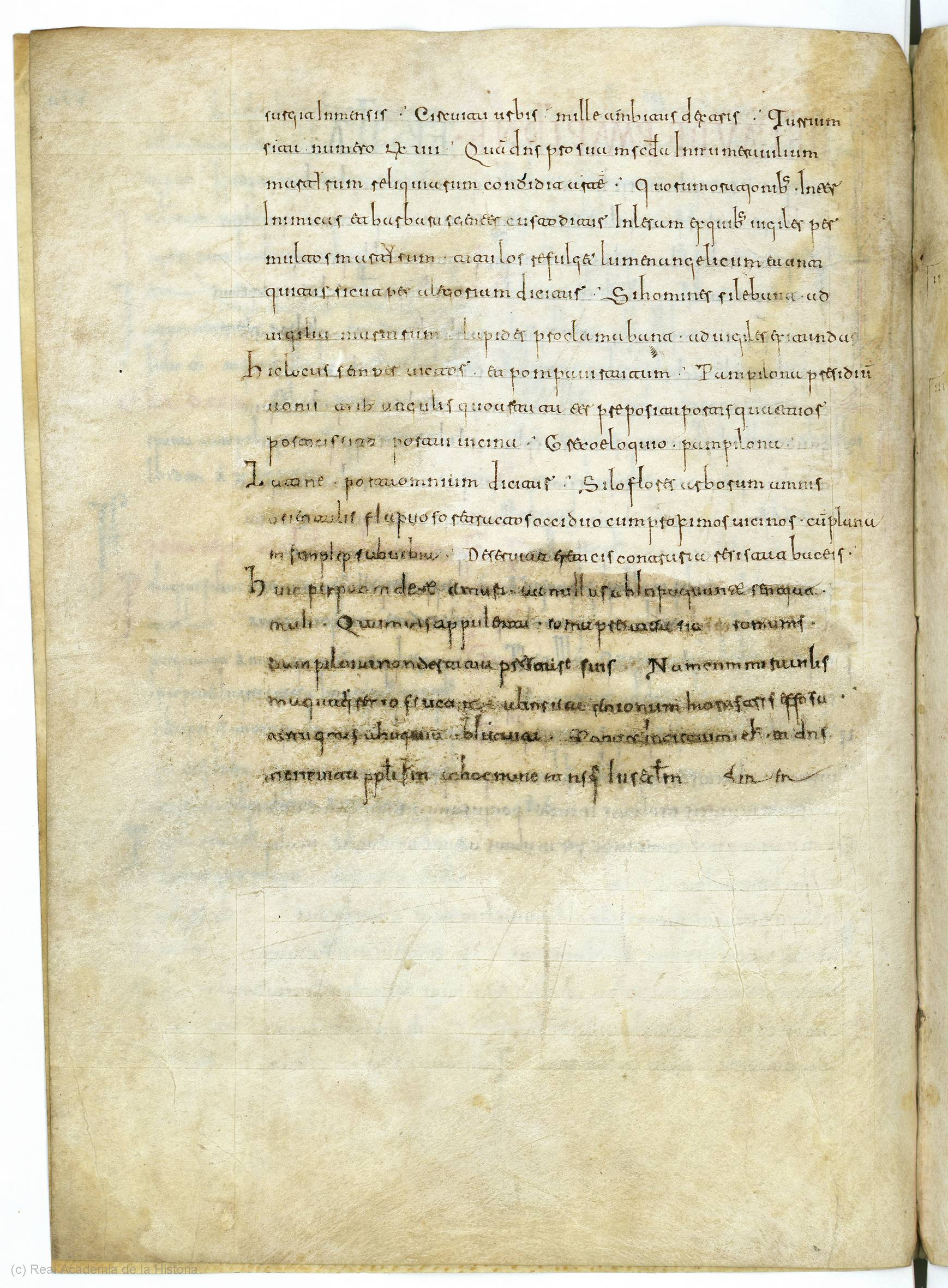
De laude Pampilone (c. 990) del Còdex de Roda, f. 190v (Biblioteca de la Reial Acadèmia de la Història, ms. 78)

## Datació del document
Alguns autors el daten d'època visigoda: José María Lacarra, Armando Besga Marroquín i Koldo Larrañaga Elorza.
Per a Muruzábal, Martín Duque i Jimeno Aranguren, el text és del segle X, fet per a legitimar la naixent monarquia de Pamplona.

## Baceus- vascons o bàrbars
Per a alguns autors "baceus" es tradueix per "vascons".
| «                        | Pel que fa a la identitat d'aquella gent bàrbara i enemiga que mantenia alerta la comunitat cristiana pamplonesa, a penes pot haver-hi dubtes -tenint en compte, sobretot, la referència posterior del text als Bac[c]ei- sobre que es tractava del món vascó hostil que rodejaba la ciutat de l'Arga, món que, des de la reducció Vaceei - Vascons de sant Isidor en Etymologiae[18], es recobreix no pas poques vegades amb aqueixa denominació en els textos tardoantics[19] i altomedievals[20]. [18]Convé dir, però, que no fou pas sant Isidor el primer que confongué els 'vaccei de l'altiplà amb els vascons; semblant confusió trobaren alguns autores en Plutarc, que, en parlar de les operacions de Mètel i Pompeu contra Sertori l'any 15 ae, fa hivernar el fundador de Pompaelus en territori dels "Vaccei", quan Pompeu se'n va retirar, pel que sembla, al dels vascons. | » |
| — Koldo Larrañaga Elorza | |   |

| «                         | Més significatiu encara n'és el fet que Pamplona fos una ciutat visigoda situada a la frontera amb els vascons independents de l'època dels regnes germànics. L'únic documento de Pamplona provinent d'aquesta època -el "De laude Pampilone"-, malgrat el seu caràcter de lloança a la manera del famós Laus Spaniae de sant Isidor (que sembla haver-lo inspirat), mostra clarament la preocupació defensiva dels habitants de la capital navarresa (la major part de la breu composició respon a aqueixa angoixa) i identifica els enemics de la ciutat: els vascons. | » |
| — Armando Besga Marroquin | |   |

Muruzábal tradueix "vascons" amb interpretació diferent: 
| «                      | Si en una frase es parla de resistir als vascons, no és pas perquè aquests assetjassen la ciutat -Al contrari, tota la frase és de caràcter religiós i parla d'«apartar-se dels heretges» i de resistir als «vascons», als quals se'ls suposa gents desconeixedores del llatí, difícils de predicar en llengua sagrada, i fins mancats del baptisme i sagraments. | » |
| — JM Muruzábal Aguirre | |   |

El professor Miranda García «apunta al fet que l'ús del terme baceos no suposaria sinó un altre recurs literari classicista» per a referir-se als vascons.